# Last Gleaming
『Last Gleaming』は、2010年にアメリカ合衆国で発売されたコミック。テレビドラマ『バフィー 〜恋する十字架〜』のコミック版。2010年9月1日にダークホースコミックスから第1作が発売された。5部作。
バフィーが再びサニーデールに戻る話である。

## 作者
- ジョス・ウィードン

## あらすじ
前作『Twilight Part4』のラストでスパイクと再会したバフィーは、一連の事件の真相がかつてヘルマウスと呼ばれた旧サニーデールにある種にあると結論づける。
スパイクの宇宙船に乗ってサニーデールに到着したバフィーたちの前に、復活したマスターが現れる。
一方、バフィーらとは別行動をとっていたアンジェラスは、戦闘中マンティコアに出会い、マインドコントロールされてしまう。そして再びトワイライトを名乗り、バフィーらを襲う。
アンジェラス殺害を先延ばしにするバフィーに不信感を抱いたジャイルズは、単独で種を破壊しようとするが、先回りをしていたアンジェラスによって阻まれる。
数ヵ月後、サンフランシスコに移住したバフィーは、ザンダーらと暮らしながらバンパイア退治を続けていた。

## 登場人物
- バフィー・アン・サマーズ

バンパイア・スレイヤー
- アンジェラス
トワイライト・グループのリーダー。バフィーの恋人。
- スパイク
バフィーの恋人だった男。バンパイア。
- マスター
バンパイア。
- ウィロー・ローゼンバーグ
魔女。
- ドーン・サマーズ
バフィーの妹。
- アルウィン
ウィローの親友。別名：サーペント・レディ
- 女王
クラゲ状の生物。トワイライト・グループに所属する怪物たちのリーダー。
- マンティコア
別名:プリンス。アンジェラスを操る謎の存在。

## 特色
ジョルジュ・ジーンティ作のPart1の表紙画は、映画『ニュームーン/トワイライト・サーガ』のパロディとなっている。